# Deutsche Leichtathletik-Hallenmeisterschaften 1961
Die achten Deutschen Leichtathletik-Hallenmeisterschaften fanden am 11. März 1961 in der Stuttgarter Killesberg Halle statt. Gelaufen wurde auf einer 200 m langen Rundbahn.

## Medaillengewinner Männer
| Disziplin      | Gold                                                                         | Leistung   | Silber                                                             | Leistung   | Bronze                                                                      | Leistung   |
| -------------- | ---------------------------------------------------------------------------- | ---------- | ------------------------------------------------------------------ | ---------- | --------------------------------------------------------------------------- | ---------- |
| 60 m           | Bernd Cullmann (ASV Köln)                                                    | 6,6 s      | Jürgen Schüttler (ASV Köln)                                        | 6,7 s      | Edmund Burg (SV Saar 05 Saarbrücken)                                        | 6,7 s      |
| 400 m          | Manfred Kinder (OSV Hörde)                                                   | 48,0 s     | Otto Klappert (OSV Hörde)                                          | 49,2 s     | Jens Ulbricht (SV St. Georg von 1895)                                       | 49,3 s     |
| 800 m          | Paul Schmidt (OSV Hörde)                                                     | 1:50,4 min | Bruno Unseld (TSV 1860 München)                                    | 1:50,7 min | Günther Werner (Bremen 1860)                                                | 1:51,8 min |
| 1500 m         | Hans-Joachim Blatt (Hamburger SV)                                            | 3:48,2 min | Karl Eyerkaufer (FSV Frankfurt)                                    | 3:49,2 min | Hans Jürgen Proffé (MTG Mannheim)                                           | 3:51,4 min |
| 3000 m         | Wilhelm-Rüdiger Böhme (Hamburger SV)                                         | 8:04,6 min | Ludwig Müller (FSV Frankfurt)                                      | 8:12,2 min | Heinz Böthling (Olympia Neumünster)                                         | 8:17,2 min |
| 60 m Hürden    | Klaus Nüske (ASV Berlin)                                                     | 8,0 s      | Eike Brocke (SpVgg Herten)                                         | 8,0 s      | Manfred Schuster (TSG Reutlingen)                                           | 8,2 s      |
| 4 × 400 m      | OSV Hörde (Manfred Poerschke, Udo Waldheim, Engelbert Basse, Manfred Kinder) | 3:13,0 min | VfL Wolfsburg (Bernd Meier, Horst Huber, Egon Ritter, Horst Grone) | 3:13,7 min | TuS Alstertal (Dieter Lange, Werner Pantel, Franz Wojaczek, Erhard Urbeinz) | 3:14,6 min |
| Hochsprung     | Theo Püll (VfL Wolfsburg)                                                    | 1,99 m     | Peter Riebensahm (ATS Bremerhaven)                                 | 1,96 m     | Klaus Fromm (VfL Wolfsburg)                                                 | 1,90 m     |
| Stabhochsprung | Dieter Möhring (VfL Wolfsburg)                                               | 4,20 m     | Matthias Franz (VfL Wolfsburg)                                     | 4,20 m     | Helmut Schmidt (TuS Opladen)                                                | 4,10 m     |
| Weitsprung     | Wolfgang Klein (Hamburger SV)                                                | 7,58 m     | Gerhard Deyerling (TSG Haßloch)                                    | 7,34 m     | Burkhard Lochow (TUSEM Essen)                                               | 7,27 m     |
| Dreisprung     | Peter Hajek (VfL Wolfsburg (Verein))                                         | 15,25 m    | Jörg Wischmeier (Rheydter TV 1847)                                 | 15,21 m    | Hermann Strauß (TG Kitzingen)                                               | 15,01 m    |
| Kugelstoßen    | Hermann Lingnau (FSV Frankfurt)                                              | 17,66 m    | Dietrich Urbach (TSV 1860 München)                                 | 17,43 m    | Karl-Heinz Wegmann (Dortmunder SC 95)                                       | 16,99 m    |

## Medaillengewinner Frauen
| Disziplin   | Gold                                                                          | Leistung   | Silber                                                                  | Leistung   | Bronze                                                                            | Leistung   |
| ----------- | ----------------------------------------------------------------------------- | ---------- | ----------------------------------------------------------------------- | ---------- | --------------------------------------------------------------------------------- | ---------- |
| 60 m        | Renate Junker (Rheydter TV 1847)                                              | 7,6 s      | Renate Bronnsack (USC Heidelberg)                                       | 7,6 s      | Erika Frisch (Hannover 96)                                                        | 7,7 s      |
| 400 m       | Helga Henning (Hannover 96)                                                   | 58,1 s     | Marlies Baranowski (FC Schalke 04)                                      | 58,5 s     | Marie-Luise Seiler (Meidericher SV)                                               | 59,3 s     |
| 800 m       | Anita Wörner (SV Phönix Ludwigshafen)                                         | 2:15,3 min | Doris Goldhausen (OSV Hörde)                                            | 2:16,3 min | Marianne Schmalöwski (Blau-Gelb Frankfurt)                                        | 2:18,3 min |
| 60 m Hürden | Erika Frisch (Hannover 96)                                                    | 8,4 s      | Helga Kraus (1. FC Nürnberg)                                            | 8,6 s      | Sigrid Stolz (Rot-Weiß Oberhausen)                                                | 8,8 s      |
| 4 × 200 m   | OSC Berlin (Isolde Beichler, Karla Klimpke, Hannelore Swienty, Marianne Lück) | 1:43,5 min | Hannover 96 (Renate Bicker, Renate Marsch, Steffi Huber, Helga Henning) | 1:43,9 min | OSV Hörde (Marianne Niederquell, Charlotte Schmidt, Helga Bergeest, Bärbel Tölle) | 1:44,0 min |
| Hochsprung  | Ilia Hans (SpVgg Bissingen)                                                   | 1,64 m     | Erika Strößenreuther (TSV 1860 München)                                 | 1,61 m     | Ingrid Becker (LG Geseke)                                                         | 1,58 m     |
| Weitsprung  | Helga Hoffmann (ATSV Saarbrücken)                                             | 6,21 m     | Wilma Fabert (FC Schalke 04)                                            | 5,84 m     | Gudrun Lenze (Holstein Kiel)                                                      | 5,71 m     |
| Kugelstoßen | Brigitte Bulla (OSC Berlin)                                                   | 14,87 m    | Sigrun Grabert (SV 03 Tübingen)                                         | 14,67 m    | Marlene Klein (LGO Euskirchen)                                                    | 14,61 m    |